# Corsico
Corsico – miasto i gmina we Włoszech, w regionie Lombardia, w prowincji Mediolan.
Według danych na rok 2004 gminę zamieszkiwało 32 667 osób, 6533,4 os./km².

## Miasta partnerskie
- Malakoff
- Mataró
- Regla